# Laurel Bay
Laurel Bay és una concentració de població designada pel cens dels Estats Units a l'estat de Carolina del Sud. Segons el cens del 2000 tenia 6.625 habitants.

## Demografia
Segons el cens del 2000, Laurel Bay tenia 6.625 habitants, 1.888 habitatges i 1.712 famílies. La densitat de població era de 544,2 habitants/km².
Dels 1.888 habitatges en un 72,3% hi vivien nens de menys de 18 anys, en un 79,7% hi vivien parelles casades, en un 8,2% dones solteres, i en un 9,3% no eren unitats familiars. En el 6% dels habitatges hi vivien persones soles el 0,6% de les quals corresponia a persones de 65 anys o més que vivien soles. El nombre mitjà de persones vivint en cada habitatge era de 3,51 i el nombre mitjà de persones que vivien en cada família era de 3,63.
Per edats la població es repartia de la següent manera: un 42,8% tenia menys de 18 anys, un 11,4% entre 18 i 24, un 39,1% entre 25 i 44, un 5,5% de 45 a 60 i un 1,2% 65 anys o més.
L'edat mediana era de 23 anys. Per cada 100 dones de 18 o més anys hi havia 100,2 homes.
La renda mediana per habitatge era de 40.777 $ i la renda mediana per família de 39.236 $. Els homes tenien una renda mediana de 28.512 $ mentre que les dones 21.452 $. La renda per capita de la població era de 12.686 $. Entorn del 4,6% de les famílies i el 4,6% de la població estaven per davall del llindar de pobresa.

## Poblacions més properes
El següent diagrama mostra les poblacions més properes.